# 딩모춘

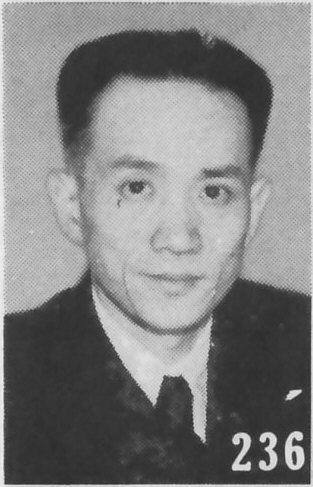

딩모춘(중국어 간체자: 丁默村, 정체자: 丁默邨, 병음: Dīng Mòcūn, Wade–Giles: Ting Mo-ts'un, 햅번: Tei Mokuson, 1901년 ~ 1947년 7월 5일, Ding Lesheng, 중국어: 丁勒生, 병음: Dīng Lè shēng)은 중화민국 초기의 정치가이다. 일제강점기에 그는 친일파 정권의 비밀경찰에서 눈에 띄는 인물이었다.

## 어린 시절
후난성 창더에서 태어난 딩모춘은 처음에는 중국 공산당원이었지만 나중에는 상하이에서 활동하는 국민당 정치인이 되었다.

## 경력
그는 천리푸가 이끄는 소위 CC파(Central Club Clique)의 지원을 받아 국민당 계층 내에서 빠르게 상승했으며 1934년까지 국민당 비밀 경찰의 위장인 연구 및 통계 부서의 의장이 되었다. 그러나 1938년 국민당 개편 과정에서 수많은 비리 의혹으로 권좌에서 물러나자 이시춘과 함께 일본으로 망명했다. 두 사람은 일본 스파이 마스터 도이하라 겐지의 지시에 따라 1939년 4월에 설립되고 상하이 제스필드 로드 76번지에 본사가 있는 정보 및 비밀 경찰 보안 서비스를 만드는 데 일했다. 이 주소에는 의심되는 공산주의자와 국민당 수감자들이 심문을 받고 처형될 수 있는 수용소가 포함되어 있었다.
왕징웨이딩이 이끄는 협력자 재조직된 중국 정부 아래 중앙정치위원회, 군사위원회, 재조직된 국민정부의 행정원을 역임했다. 그는 나중에 개편된 국가 정부에서 사회부 장관과 교통부 장관으로 내각급 직위를 역임했으며 한때 저장성 주지사를 역임했다.
1939년 12월 21일 그는 정핑루와 관련된 암살 시도를 피했다.

## 체포 및 사망
일본의 항복과 재조직된 중국 정부의 붕괴 이후 Ding은 1945년 9월에 체포되어 반역죄로 기소되었다. 재판 기간 동안 그는 국민당 비밀 경호국 사령관인 다이 리의 명령에 따라 스파이로 난징 정권에 복무했다고 주장했다. 그는 1947년 2월 유죄 판결을 받고 1947년 7월 5일 중화민국 쑤저우 감옥에서 처형되었다.

## 참고문헌
- Xu Youchun (徐友春) (main ed.) (2007). 《Unabridged Biographical Dictionary of the Republic, Revised and Enlarged Version (民国人物大辞典 增订版)》. Hebei People's Press (Hebei Renmin Chubanshe; 河北人民出版社). ISBN 978-7-202-03014-1.
- Liu Shoulin (刘寿林) (etc.ed.) (1995). 《The Chronological Table of the Republic's Officer (民国职官年表)》. Zhonghua Book Company. ISBN 7-101-01320-1.
- 《The Biographies of Most Recent Chinese Important People (最新支那要人伝)》. Asahi Shimbun. 1941.
- Ritter, Mana. Forgotten Ally: China's World War II, 1937–1945. Houghton Mifflin (2013). ISBN 054784056X
- Yeh, Wen-Hsin. Wartime Shanghai. Routledge (2003). ISBN 1136858083
- Wakeman, Frederic. Spymaster: Dai Li and the Chinese Secret Service. University of California Press (2003). ISBN 0520928768